# 도올

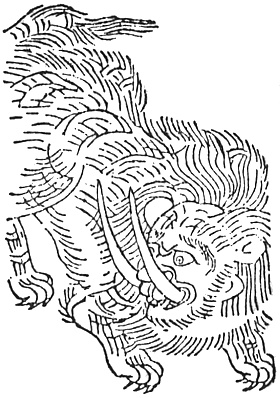
데라시마 료안의 「화한삼재도회」에 묘사된 도올

도올(檮杌, Táowù)은 중국 신화에 등장하는 전설의 동물로, 사흉 중 하나이다. 좌전에 의하면 전욱의 아들이라 한다.
호랑이를 닮은 몸에 사람의 머리를 가지고 있고, 멧돼지의 송곳니와 긴 꼬리를 가지고 있다.
거만하고 완고한 성격으로 매우 난폭하여 마음대로 마구 설쳐대며, 싸울 때는 퇴각하는 것을 알지 못하고 죽을 때까지 싸운다.
항상 천하의 평화를 어지럽히려는 생각을 갖고 있다. 난훈(難訓, 「가르치기 어렵다」의 뜻)이라고 하는 별명이 있다.

## 같이 보기
- 요괴
- 사흉